# La casa del tempo
La casa del tempo è un romanzo di Laura Mancinelli pubblicato nel 1993.

## Trama
Un piccolo paese di campagna, tra le colline che dividono il Piemonte e la Liguria. È da lì che il pittore Orlando è andato via molti anni fa. Tornando nei luoghi della sua infanzia, scopre che la casa rosa della sua maestra è in vendita e, senza sapere perché, la compra. Niente di più tranquillo. Ma poi la casa, o la maestra che vi è morta, manda dei segnali, esprime una volontà precisa e un po' sinistra.

## Critica
La stampa italiana e internazionale, accolse positivamente La casa del tempo e molti critici scrissero parole d'elogio per l'opera di Mancinelli.
(Italo A. Chiusano, La Repubblica)
(Víctor Rodríguez, Expansión, aprile 2021)
(José María Guelbenzu, El País, aprile 2021)
(Manuel Gregorio González, Diario de Sevilla)
(Vogue)
(Fermín Herrero, El Cuaderno)

## Edizioni
- La casa del tempo, Piemme, 1993.
- La casa del tempo, collana ET Letteratura n., Einaudi, 2004.
- (ES)  La casa del tiempo, traduzione di Natalia Zarco Cumplido, Periférica, 2021.
- (NL)  Het huis van de tijd, traduzione di Linda Pennings, Zirimiri Press, 2025.